# Enrico Montesano
Enrico Montesano (ur. 7 czerwca 1945 w Reggio nell’Emilia) – włoski aktor filmowy i teatralny, prezenter telewizyjny, piosenkarz, a także polityk, poseł do Parlamentu Europejskiego IV kadencji.

## Życiorys
Jako aktor teatralny debiutował w 1966 w Teatro Goldoni w komedii Humor nero u boku Vittoria Metza. Dołączył następnie do stołecznego kabaretu „Puff”. W 1967 rozpoczął karierę aktora filmowego, wystąpił wówczas m.in. w musicalu Io non protesto, io amo, a także zagrał główną rolę w komedii Stasera mi butto. Od drugiej połowy lat 60. regularnie występował w sztukach teatralnych i produkcjach filmowych, zyskując popularność zwłaszcza rolami w komediach. W 1985 wyreżyserował film A me mi piace, za który otrzymał nagrodę filmową David di Donatello dla najlepszego debiutującego reżysera. Wcześniej dwukrotnie wyróżniany tą nagrodą za osiągnięcia aktorskie – w 1977 i w 1980. W latach 1988–1989 wraz z Anną Oxą prowadził sobotni show Fantastico w Rai 1. Zajmował się również pisaniem i nagrywaniem piosenek, wydał kilka płyt, m.in. Tabaret (1974) i Non Mi Lasciate Solo (1988).
Zaangażowany także w działalność polityczną, wspierał początkowo Włoską Partią Socjalistyczną. Od 1993 do 1995 był radnym miejskim Rzymu z ramienia postkomunistycznej Demokratycznej Partii Lewicy. W 1994 z jej ramienia uzyskał mandat eurodeputowanego IV kadencji, z którego zrezygnował w 1996 w połowie kadencji. Od 2001 popierał centroprawicową partię Forza Italia, w 2009 dołączył do niewielkiego ugrupowania libertariańskiego, a w 2013 publicznie wsparł Ruch Pięciu Gwiazd.

## Filmografia
- 1969: I quattro del Pater Noster
- 1971: Boccaccio
- 1975: 40 gradi sotto il lenzuolo
- 1976: Febbre da cavallo
- 1977: Pane, burro e marmellata
- 1978: Qua la mano
- 1979: Aragosta a colazione
- 1979: Un amore in prima classe
- 1980: Il ladrone
- 1980: Odio le bionde
- 1982: Il conte Tacchia
- 1982: Grand Hotel Excelsior
- 1984: Sotto… sotto… strapazzato da anomala passione
- 1985: A me mi piace
- 1986: Il tenente dei carabinieri
- 1986: Grandi magazzini
- 1987: Il volpone
- 1987: I picari
- 1993: Caino e Caino
- 1994: Anche i commercialisti hanno un'anima
- 2002: Febbre da cavallo – La mandrakata
- 2008: Bastardi
- 2009: Ex
- 2010: Tutto l'amore del mondo[3]